# Hackathon

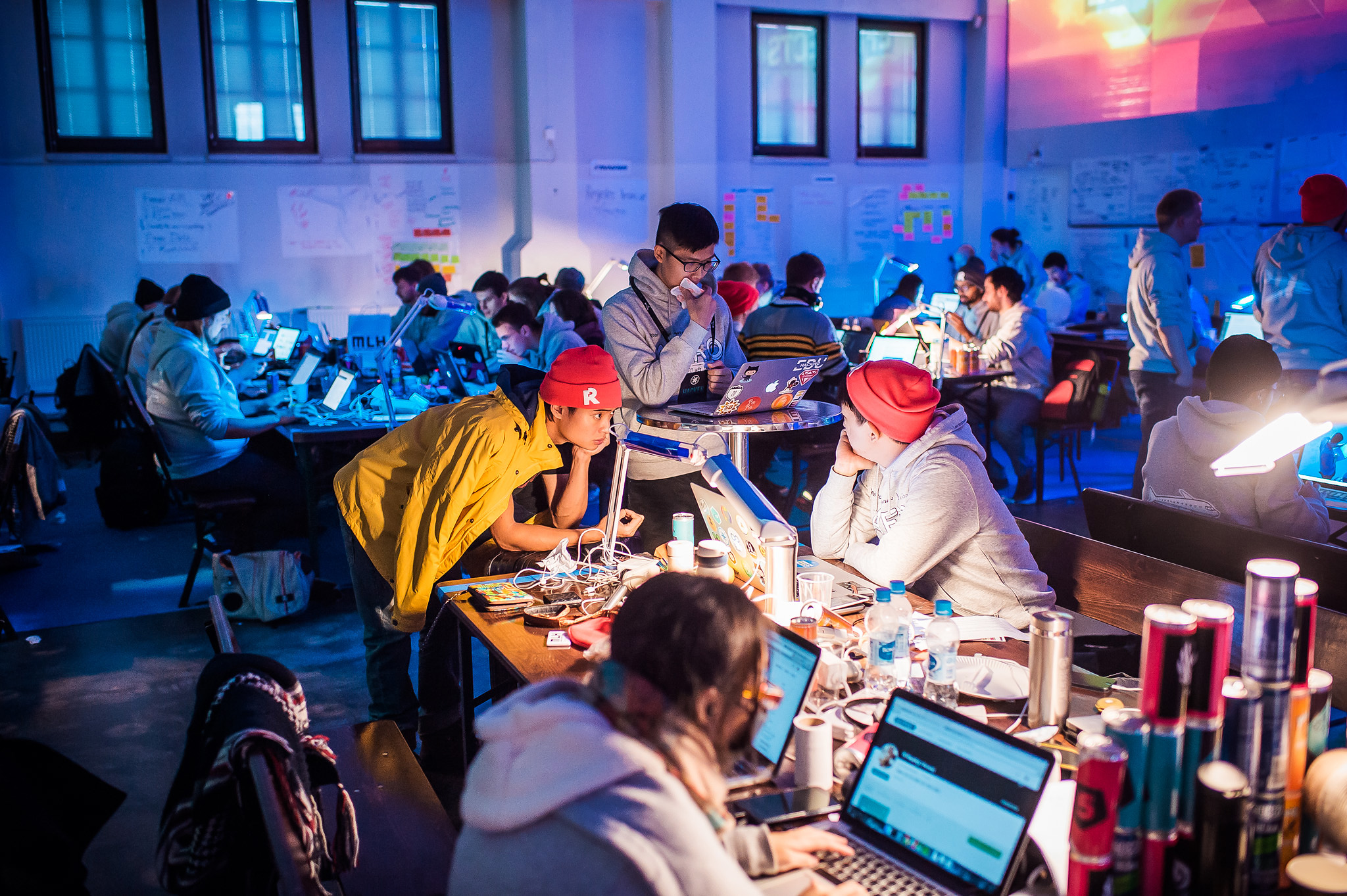
Hackers em um dos hackathons da Junction, realizado em 2015.

Hackathon (palavra-valise inglesa, formada pelos vocábulos  to hack, 'fatiar', 'quebrar', 'alterar ou ter acesso a um arquivo ou rede', e marathon, maratona), termo eventualmente aportuguesado para "hackaton,"  é uma maratona de programação na qual  hackers se reúnem  por  horas, dias ou até semanas, a fim de explorar dados abertos, desvendar códigos e sistemas lógicos, discutir novas ideias e desenvolver  projetos de software ou mesmo de hardware. Por ser um evento público  (também referido como hack day, hackfest ou codefest), a maratona dá visibilidade e transparência a essas atividades, além de divulgar os novos produtos gerados.

## Origem
O termo parece ter sido criado em junho de 1999, nos Estados Unidos,  por desenvolvedores de OpenBSD, durante um encontro de 10 desenvolvedores para criar uma nova criptografia, ou, na mesma época,  durante uma conferência da Sun, quando os participantes foram desafiados a escrever um programa em Java.
Embora o evento tenha essa provável origem, na história é possível observar outros tipos de eventos como Maratonas de Programação que também envolviam a produção de código em um evento. Porém, a diferença entre Hackathons e as simples Maratonas de Programação é que Hackathons têm temas específicos, números de participantes, regras de apresentação dos resultados e regulamentos a respeito da utilização desses projetos, já as Maratonas de Programação são mais focadas em desenvolvimento de código sem a proposta de solução de um problema e geralmente acontecem em apenas um dia.

## Startups
Hoje tem se tornado comum utilizar hackathons como competições para a solução de problemas reais de instituições, empresas, escolas e até de casais com problemas em seu relacionamento. As hackathons além de reunirem os hackers de programação, têm contado com hackers sociais, hackers de negócios, hackers de design, dentre outros tantos tipos de hackers com diferentes habilidades que tem se reunido para solucionarem os mais diversos problemas. Essas competições têm sido executadas por ecossistemas de inovação país afora para gerarem soluções mais econômicas e o nascimento de startups. Para ser considerado uma hackathon é necessário que o evento tenha um desafio a ser resolvido, que os dados fornecidos sejam reais e que seja disponibilizado um grupo de mentores que tenha conhecimento em negócios, design, desenvolvimento (Hardware ou software) e experiencia e/ou conhecimento na área do problema. 

## Propriedade Intelectual
Eventos como os hackathons são um palco fértil para jovens talentosos entusiasmados com a possibilidade de obterem reconhecimento pelas suas criações. No entanto, algumas críticas sugerem que os realizadores dos eventos estariam, na verdade, buscando explorar esse entusiasmo para conseguir mão-de-obra especializada, sem vínculo de emprego, ou até mesmo, sem remuneração. Esse problema costuma ser superado pela expectativa de lucro com a venda posterior da solução apresentada, impulsionada pela publicidade que o evento proporciona. Contudo, essa venda posterior por parte do criador da solução só é possível se ele for o detentor dos direitos autorais sobre a solução criada. 
Embora a legislação brasileira autorize que o edital do evento defina expressamente quem será o proprietário dos direitos autorais dos softwares e demais artefatos criados no evento, a prática mais comum é a de atribuir os direitos autorais aos participantes criadores, mediante licença de uso para os organizadores do evento. Manter a propriedade intelectual com os participantes é uma boa prática que estimula a participação, enquanto conceder a licença de uso (paga ou gratuita) ao organizador do evento garante que este também receberá os benefícios esperados pelo concurso, sem reduzir os benefícios dos participantes, trazendo mais equidade ao contrato.
Caso o edital não traga expressamente uma cláusula definindo a quem pertencerá a propriedade intelectual sobre os projetos desenvolvidos, o anfitrião ou patrocinador do hackathon não será automaticamente dono da propriedade intelectual dos resultados criados por participantes. Contudo, Ideias ou conceitos apresentados e não traduzidos em códigos funcionais não são protegidos por direito autoral, podendo serem utilizados livremente, tanto pelos participantes quanto pelos organizadores